# Христодул (Иконому)
Епископ Христодул (греч. Επίσκοπος Χριστόδουλος,  в миру Евфи́миос Иконо́му, греч. Ευθύμιος Οικονόμου; род. 26 ноября 1978, Сидней) — архиерей Константинопольского патриархата, епископ Магнесийский (с 2021), викарий Австралийской архиепископии.

## Биография
Родился 26 ноября 1978 года в Сиднее, в Австралии. Окончил церковную школу в Волосе, высшую богословскую школу в Салониках и Православный богословский колледж святого Андрея в Сиднее.
23 июня 2000 года митрополитом Ларисским и Тирнавский Игнатием (Лаппасом) в монастыре святых Рафаила, Николая и Ирины в Ларисе был пострижен в монашество. 25 июня 2000 годы в кафедральном соборе в Ларисе был хиротонисан во иеродиакона, а 3 марта 2002 года в том же храме хиротонисан во иеромонаха и возведён в достоинство архимандрита.
В 2013 году вернулся в Австралию и назначен настоятелем престижного Свято-Николаевского прихода в Марриквилле, в Сиднее.
30 августа 2021 года был избран для рукоположения в сан епископа Магнесийского, викария Австралийской архиепископии.
14 ноября 2021 года в храме святого Николая в Марриквилле, Сидней, был хиротонисан во епископа Магнесийского, викария Австралийской архиепископии. Хиротонию совершили: архиепископ Австралийский Макарий (Гриниезакис), митрополит Дервский Иезекииль (Кефалас), епископ Милитопольский Иаков (Цигунис), епископ Мелойский Емилиан (Кутузис), епископ Кианейский Элпидий (Каралис), епископ Синопский Силуан (Фотинеас), епископ Созопольский Кириак (Михаил).